# كالوني سور لا ليس
كالوني سور لا ليس (بالفرنسية: Calonne-sur-la-Lys)‏ هي بلدية تقع في إقليم باد كاليه من منطقة نور با دو كاليه في شمال فرنسا. تبلغ مساحة هذه المدينة 11 (كم²)، وترتفع عن سطح البحر 18 م، يبلغ عدد سكانها 1508 نسمة حسب إحصاء المعهد الوطني للإحصاء والدراسات الاقتصادية سنة 2009 م. وترأس Gilles Mouquet البلدية خلال فترة (2008-2014).